# Enrico da Susa
Enrico da Susa, detto anche l'Ostiense (Susa, 1197/1200 circa – Lione?, 25 ottobre 1271), è stato un cardinale francese.
Fu inoltre uno dei più brillanti canonisti e glossatori europei del XIII secolo.

## Biografia

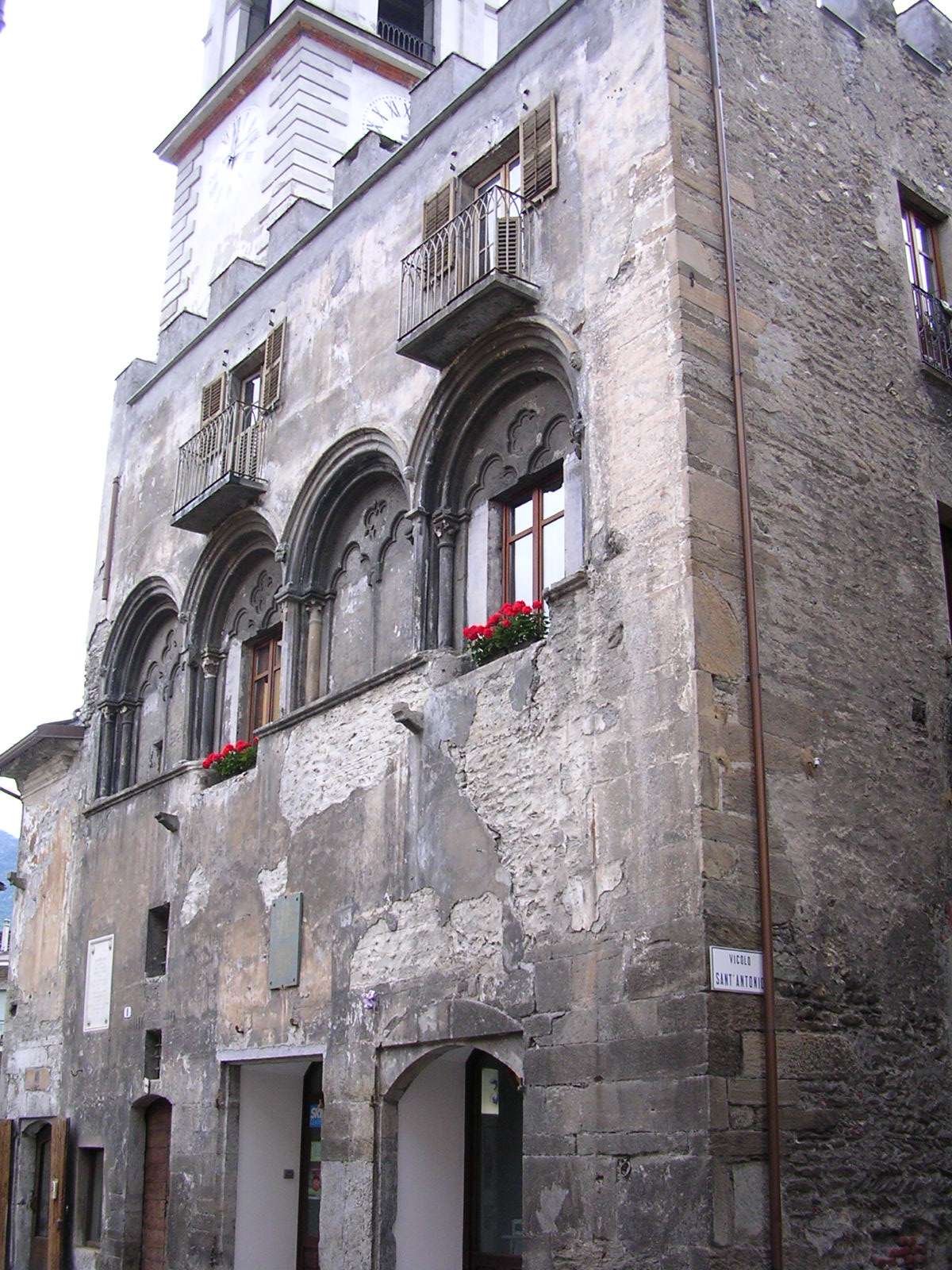
Casa natale del cardinale Enrico da Susa

Enrico nacque a Susa in Piemonte, come egli stesso ricorda in alcuni passi dei suoi trattati, intorno al 1197-1200. Nel passato è stato considerato erroneamente appartenente alla famiglia dei de Bartholomeis di Susa, ora recenti studi chiariscono le complesse origini famigliari del celebre giurista. Una recente biografia dimostra, con documenti del XIII secolo, che Amedeo IV di Savoia è fratello di Enrico da Susa. Nel palazzo de Bartolomeis, dove si pensa sia nato l'Ostiense, intorno al 1860 visse il poeta e scrittore Norberto Rosa. Il celebre canonista crebbe alla corte di Tommaso I di Savoia, marito di Beatrice di Ginevra; in seguito, Enrico riservò una devozione particolare sia alla contessa che alla figlia Beatrice di Savoia, moglie di Raimondo Berengario IV di Provenza.
In base ai suoi scritti possiamo affermare che studiò diritto romano e diritto canonico a Bologna sotto Iacopo Baldovini e l'Homobonus e che lì, dopo aver ottenuto la laurea in utroque iure, abbia insegnato per qualche tempo.
Intorno agli anni 1230/1235 fu arcidiacono di Antibes, poi cappellano del papa. In questo periodo fu anche coinvolto nella disputa con il vescovo Bertrando di Grasse sulla divisione delle proprietà diocesane tra vescovo e canonici.
In seguito fu insegnante di diritto canonico a Parigi e in Inghilterra, dove compì diversi viaggi. Didier ipotizza che vi si sarebbe recato per accompagnare Eleonora, figlia di Raimondo Berengario IV di Provenza, per il suo matrimonio con Enrico III d'Inghilterra, celebrato nel 1236, oppure che abbia raggiunto l'Inghilterra a seguito del cardinale Otto Candido per la legazione del 1237. Comunque, la prima prova certa della sua permanenza sull'isola risale al 1240 quando, secondo la cronaca di Matteo Paris, partecipò a un processo per eresia.
Durante il suo soggiorno inglese Enrico da Susa fu nominato funzionario regio con stipendio a carico dell'Erario. Lo stesso Enrico III gli affidò la protezione dell'Ospedale di Santa Croce presso Winchester. Il 13 novembre 1243 papa Innocenzo IV conferì al vescovo di Hereford l'autorità di dispensarlo dalle restrizioni del canone 29 del Concilio Lateranense IV, che proibivano l'occupazione di più di un beneficio.
L'Ostiense fu allontanato dall'isola solo dopo la disputa con il vescovo di Norwich, William Raleigh, per l'elezione del vescovo di Winchester. Enrico III lo inviò in missione diplomatica presso il papa che, nel 1244, lo consacrò vescovo di Sisteron. Nel dicembre dello stesso anno, insieme al vescovo Bertrando, scrisse i nuovi statuti per il governo delle diocesi, statuti che garantivano più autorità al capitolo diocesano. Risale allo stesso periodo la sua nomina a cappellano di Sua Santità.
Enrico rimase a Sisteron fino al 1250, quando fu nominato arcivescovo di Embrun.
Fu creato cardinale vescovo di Ostia e Velletri, di qui il soprannome, da papa Urbano IV nel concistoro del 22 maggio 1262.
Per motivi di salute fu costretto a lasciare il conclave che, dopo tre anni di sede vacante, elesse papa Gregorio X (1271 – 1276).
Il luogo preciso della sua sepoltura è ignoto. Alcuni hanno ipotizzato che sia morto a Lione, e sia stato tumulato nel convento dei domenicani di quella città, in conformità alle sue volontà testamentarie, in cui esprimeva il desiderio di sepoltura nel convento domenicano più vicino al luogo di morte. Tuttavia, non esiste alcuna prova della sua morte a Lione e appare poco credibile che, già in precarie condizioni di salute, vi si sia portato in punto di morte.
Secondo il carteggio di Santa Maria di Forcalquier fu sepolto nella cappella del castello episcopale di Lurs in Provenza.
L'Ostiense, affinché il suo pensiero giuridico gli sopravvivesse, lasciò copie delle sue opere all'Università di Bologna, alla chiesa cattedrale di Embrun, all'Università di Parigi, al vicecancelliere della Curia romana e al nuovo papa.

## Opere

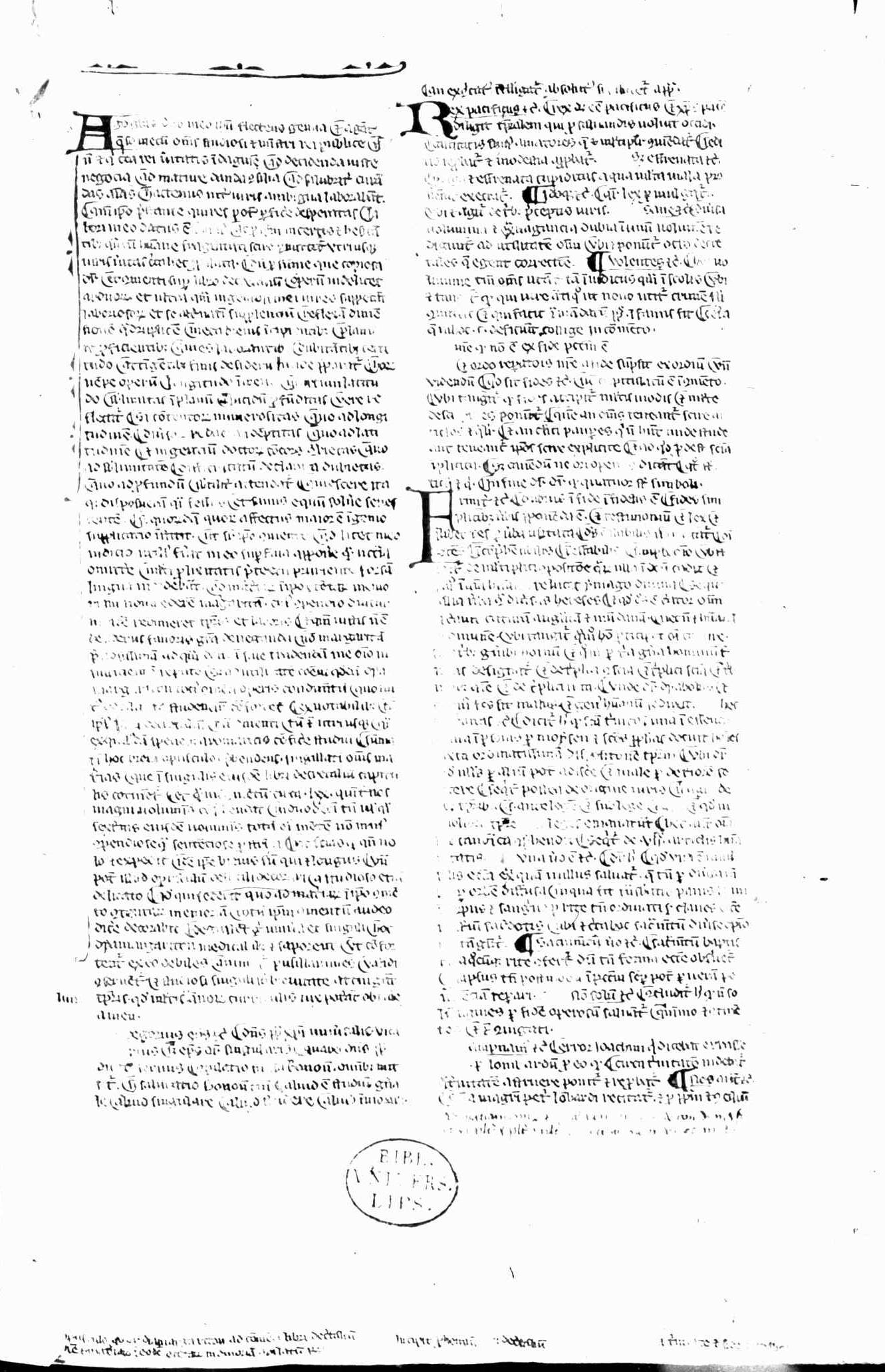
Diamargariton super decretalibus, manoscritto, XIV secolo

- Lectura in Decretales Gregorii IX (Strasburgo [1512; Parigi 1512), lavoro iniziato a Parigi, ma continuato per tutta la vita.
- Summa super titulis Decretalium (Roma 1473[3], Strasburgo 1512, Colonia 1612, Venezia 1605), conosciuto anche come Summa archiepiscopi o Summa aurea o Summa Hostiensis; scritto nel periodo in cui fu arcivescovo di Embrun. È un trattato di diritto che gli valse il titolo di Monarcha juris, lumen lucidissimum Decretorum. Una parte di questo testo, la Summa, sive tractatus de poenitentia et remissionibus, fu notissima. Fu scritto tra il 1250 e il 1261.
  - (LA) Summa aurea, Venezia, Bernardo Giunta, 1570.
- Lectura in Decretales Innocentii IV, che non fu mai dato alle stampe.

### Manoscritti
- Diamargariton super decretalibus, XIV secolo, Leipzig, Universitätsbibliothek, Handschriften, Ms 993.
- Lectura Decretalium, XIV secolo, Oxford, New College Library, Manuscripts, MS 205,  ff. 2ra-241rb.

Gli viene attribuito anche un trattato sulle leggi feudali, ma non se ne hanno le prove.

## Enrico da Susa nella Divina Commedia
Nel Paradiso Dante Alighieri parla di Enrico nominandolo l'Ostiense, e fa dire a Bonaventura da Bagnoregio:
(Dante Alighieri, Divina Commedia, Paradiso, XII, 82-84)

## Successione apostolica
La successione apostolica è:
- Arcivescovo Gerhard Wildgraf von Dhaun (1252)
- Vescovo Otto aus Stendal,  O.P. (1267)